# Обрубники
Обрубники (пол. Obrubniki) — село в Польщі, у гміні Добжинево-Дуже Білостоцького повіту Підляського воєводства.
Населення — 222 особи (2011).
У 1975-1998 роках село належало до Білостоцького воєводства.

## Демографія
Демографічна структура станом на 31 березня 2011 року:
|          | Загалом | Допрацездатний вік | Працездатний вік | Постпрацездатний вік |
| -------- | ------- | ------------------ | ---------------- | -------------------- |
| Чоловіки | 117     | 20                 | 85               | 12                   |
| Жінки    | 105     | 15                 | 67               | 23                   |
| Разом    | 222     | 35                 | 152              | 35                   |